# Juan de Mena (poeta)
Juan de Mena (Cordova, 1411 – Torrelaguna, maggio-giugno 1456) è stato un poeta e umanista spagnolo, tra i principali esponenti del dantismo in terra spagnola.

## Biografia
Nato da una famiglia di non elevata condizione sociale, Compì i primi studi all'Università di Salamanca nel 1435 e in un secondo momento a Firenze e a Roma dove prese contatto con la cultura rinascimentale. Entrato al servizio del re Juan II e del suo potente consigliere Álvaro de Luna con mansioni di cronista e segretario, tradusse dal latino un compendio dell'Iliade (in spagnolo Homero romanceado), commentò la Coronación en honor de su amigo el marqués de Santillana (1438) e fece la prefazione del Libro de las claras y virtuosas mujeres (Libro delle donne famose e virtuose) di Álvaro de Luna, divenuto nel frattempo suo protettore. Si occupò di impreziosire la lingua spagnola di neologismi presi dalla lingua latina e di riformarne la lingua poetica, tanto da essere definito come «il più grande innovatore della lingua poetica quattrocentesca». Infatti, «la sua poesia mai abbandona l'erudizione, un'alta sensibilità per il linguaggio e un profondo intellettualismo».
La sua opera maggiore è El Laberinto de Fortuna o Las Trescientas (Il labirinto della fortuna o Le trecento, 1444), poema allegorico di trecento ottave in dodecasillabi che trarrebbe influenza dalla Divina Commedia di Dante Alighieri. Secondo Joaquín Arce, curatore della voce biografica di Juan de Mena nell'Enciclopedia dantesca, El Labirinto de Fortuna ha sì delle immagini prese a prestito dalla Commedia, ma nel complesso l'opera non risulta un'immediata imitazione del capolavoro dantesco a causa della complessità stilistica e retorica del poeta spagnolo. Per cui, secondo le parole di Arce:
(Arce)